# Edmund Noortwyck
Edmund Oskar Noortwyck (* 24. Mai 1890 in Witten; † 17. Juni 1954 in Berlin) war ein deutscher Jurist, Verwaltungsbeamter und Politiker.

## Leben

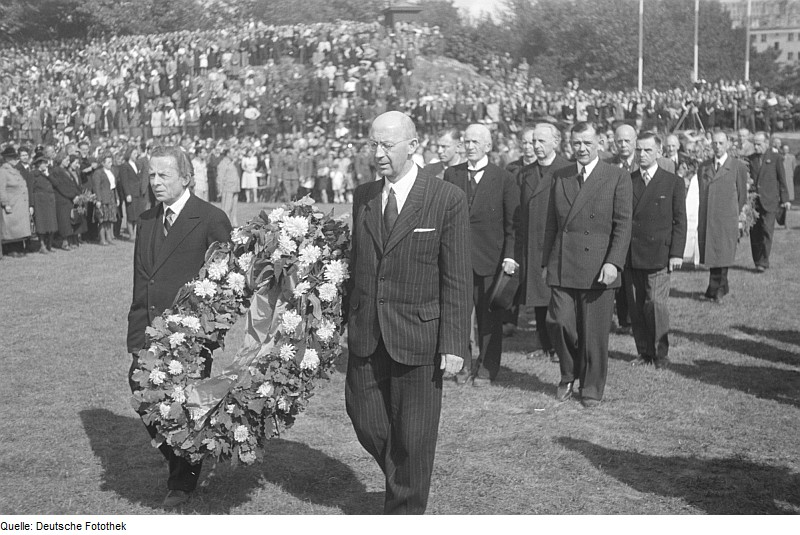
Edmund Noortwyck (dritte Reihe rechts außen) 1946 bei einer Kranzniederlegung des Magistrats Werner zum Gedenken an die Opfer des Faschismus

Edmund Noortwyck wuchs in Witten an der Ruhr auf. Nach dem Abitur 1910 studierte er Rechts- und Staatswissenschaften an den Universitäten in Jena, München, Berlin und Münster. Er bestand 1914 das erste juristische Staatsexamen und nahm dann als Soldat am Ersten Weltkrieg teil. Im Anschluss an den Krieg absolvierte er von 1918 bis 1922 sein Referendariat in Westfalen, Berlin und Köln. Ab 1920 arbeitete er bei Rechtsanwälten und Industriefirmen, ehe er 1922 das zweite juristische Staatsexamen bestand. Noortwyck trat 1923 als Regierungsassessor in den preußischen Staatsdienst ein, wechselte 1925 als Regierungsrat in die Reichsfinanzverwaltung und nahm 1933 eine Tätigkeit beim Oberfinanzpräsidium Berlin-Brandenburg auf. Während der Zeit des Nationalsozialismus war er Mitglied des Nationalsozialistischen Kraftfahrkorps (NSKK). Von 1934 bis Anfang Mai 1945 war er als Generalreferent für Körperschaftsteuer beim Landesfinanzamt/Oberfinanzpräsidium Berlin tätig.
Wenige Tage nach Beendigung des Zweiten Weltkrieges und dem Zusammenbruch Deutschlands wurde Noortwyck im Mai 1945 von der Sowjetischen Militäradministratur in den Magistrat von Berlin berufen, sowie am 19. Mai 1945 als Leiter der Abteilung Finanz- und Steuerwesen Groß-Berlins zum Stadtrat ernannt. Daneben übernahm er die Funktion des Oberfinanzpräsidenten. Er war einer von nur 3 der im Mai 1945 eingesetzten 18 Magistratsmitglieder, die bereits in hohen Verwaltungsstellen gearbeitet hatten; außer ihm gehörten hierzu der frühere Reichsernährungs- und Reichsfinanzminister Andreas Hermes und der frühere Ministerialdirigent im Reichswirtschaftsministerium Hermann Landwehr.
Noortwyck wurde Mitglied der KPD, die im neu eingesetzten Magistrat Werner anfänglich das „entscheidende politische Gewicht besaß“. Aufgrund seiner früheren Zugehörigkeit zum NSKK wurde er am 15. Oktober 1945 wieder von seinen Ämtern enthoben. Anschließend war er bis Juni 1947 als Ministerialdirektor Leiter der Hauptabteilung III Steuern und Zölle der Deutschen Zentralfinanzverwaltung in der Sowjetischen Besatzungszone. Noortwyck, der sich mittlerweile der CDU angeschlossen hatte, arbeitete nach seinem Ausscheiden aus dem Staatsdienst als Rechtsanwalt und Steuerberater.

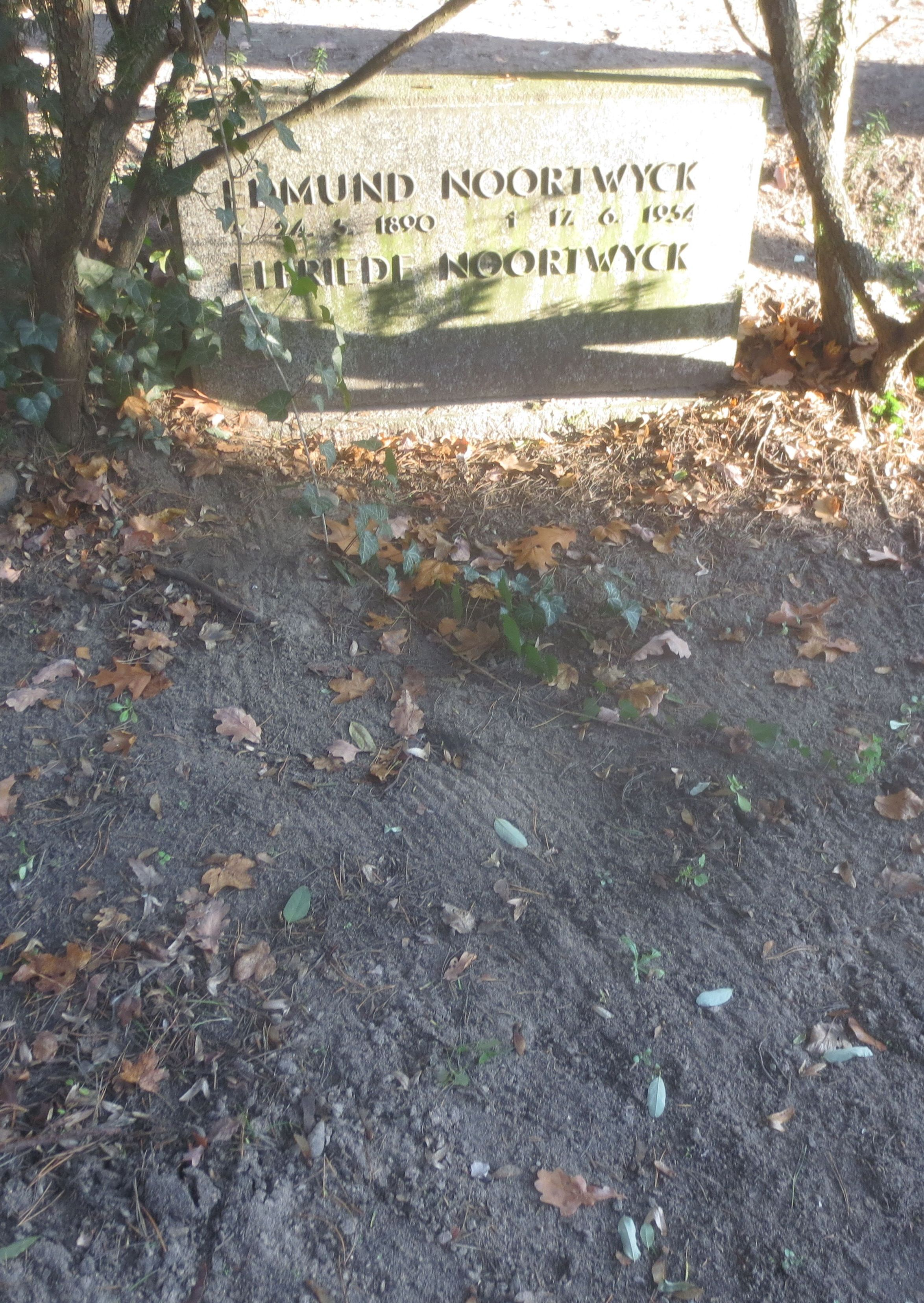
Grab von Edmund Noortwyck auf dem Friedhof Heerstraße in Berlin-Westend

Edmund Noortwyck starb am 17. Juni 1954 um 15:40 im Alter von 64 Jahren im Rudolf-Virchow Krankenhaus West-Berlin. Die Todesurkunde gibt als Todesursache „Bluthochdruck, Beckenvenenthrombose, Diabetes, Lungenembolie“ an. Noortwyck war seit dem 20. Dezember 1922 mit der Elfriede geb. Oster verheiratet. Sein Grab befindet sich auf dem landeseigenen Friedhof Heerstraße in Berlin-Westend.